# アニコ・カプロス
アニコ・カプロス（Anikó Kapros, 1983年11月11日 - ）は、ハンガリー・ブダペスト出身の女子プロテニス選手。WTAツアーでシングルス・ダブルスとも優勝はないが、2003年のジャパン・オープンでマリア・シャラポワに敗れた準優勝がある。ベースライン・プレーヤーで、オーバーヘッド・スマッシュ（頭上から打ち下ろすスマッシュ）を最も得意にする。シングルス自己最高ランキングは44位。身長173cm、体重62kg。右利き、バックハンド・ストロークは両手打ち。

## 来歴
アニコ・カプロスの母親は、1972年のミュンヘン五輪で体操の団体銅メダルを獲得した名選手だった。一家はバハマに住んだことがあり、カプロスはそこでテニスを始めた。2000年の全豪オープン女子ジュニア部門でシングルス・ダブルスの単複2冠獲得を果たし、直後の2月末にプロ転向。2002年の全仏オープンで、当時18歳のカプロスは予選3試合を勝ち上がった後、本戦1回戦で第5シードのジュスティーヌ・エナンを 4-6, 6-1, 6-0 で破る金星を挙げ、マリー・ピエルスとの3回戦まで勝ち進んだ。同年のウィンブルドンでは、予選1回戦で日本の森上亜希子に敗れたことがある。ウィンブルドンでは2003年に3回戦進出があり、この時も予選3試合を勝ち上がった後、1回戦で第19シードのメガン・ショーネシー（アメリカ）を 6-3, 6-2 で破ったが、3回戦でエレーナ・デメンチェワに 3-6, 1-6 で敗れている。この年、カプロスは日本の「ジャパン・オープン」に出場し、シングルス準々決勝で第1シードの杉山愛を破り（杉山が第2セットの途中で棄権）、初めて女子ツアー大会の決勝戦に進出したが、第5シードのマリア・シャラポワに 6-2, 2-6, 6-7 の逆転で敗れて初優勝を逃した。これがシャラポワの女子ツアー大会での初優勝であった。
2004年全豪オープンで、アニコ・カプロスは4大大会の自己最高成績を出し、4回戦まで進出した。1回戦でロシアのナディア・ペトロワを 6-3, 6-3 で圧倒して勢いに乗るが、初進出の4回戦でコロンビアのファビオラ・ズルアガに 4-6, 2-6 で敗れている。同年のアテネ五輪では、メリンダ・ツィンクとペアを組んで女子ダブルス部門に出場したが、1回戦で日本ペアの森上亜希子&小畑沙織組に 6-3, 5-7, 3-6 の逆転で敗れた。この年もジャパン・オープンに出場したが、タマリネ・タナスガーン（タイ）との準々決勝で止まった。
2005年ウィンブルドンの予選1回戦敗退を最後に、しばらく4大大会から遠ざかっていたカプロスだったが、2006年全米オープンで1年ぶりの予選再挑戦をした。ランキングが大きく下降し、ツアー下部のサーキット大会を主に転戦していたが、2010年全米オープンの予選敗退を最後に現役を引退した。

## WTAツアー決勝進出結果

### シングルス: 1回 (0勝1敗)
| 大会グレード         |
| -------------------- |
| グランドスラム (0–0) |
| ティア I (0–0)       |
| ティア II (0–0)      |
| ティア III (0–1)     |
| ティア IV & V (0–0)  |

| 結果   | No. | 決勝日        | 大会 | サーフェス | 対戦相手           | スコア        |
| ------ | --- | ------------- | ---- | ---------- | ------------------ | ------------- |
| 準優勝 | 1.  | 2003年10月5日 | 東京 | ハード     | マリア・シャラポワ | 6-2, 2-6, 6-7 |

## 4大大会シングルス成績
略語の説明
| W | F | SF | QF | #R | RR | Q# | LQ | A | Z# | PO | G | S | B | NMS | P | NH |

W=優勝, F=準優勝, SF=ベスト4, QF=ベスト8, #R=#回戦敗退, RR=ラウンドロビン敗退, Q#=予選#回戦敗退, LQ=予選敗退, A=大会不参加, Z#=デビスカップ/BJKカップ地域ゾーン, PO=デビスカップ/BJKカッププレーオフ, G=オリンピック金メダル, S=オリンピック銀メダル, B=オリンピック銅メダル, NMS=マスターズシリーズから降格, P=開催延期, NH=開催なし.
| 大会           | 2001 | 2002 | 2003 | 2004 | 2005 | 2006 | 2007 | 2008 | 2009 | 2010 | 通算成績 |
| -------------- | ---- | ---- | ---- | ---- | ---- | ---- | ---- | ---- | ---- | ---- | -------- |
| 全豪オープン   | A    | 1R   | 1R   | 4R   | 1R   | A    | A    | A    | A    | LQ   | 3–4      |
| 全仏オープン   | LQ   | 3R   | LQ   | 1R   | LQ   | A    | A    | A    | A    | LQ   | 2–2      |
| ウィンブルドン | LQ   | LQ   | 3R   | 2R   | LQ   | A    | A    | A    | A    | LQ   | 3–2      |
| 全米オープン   | 1R   | LQ   | 1R   | 1R   | A    | LQ   | A    | A    | LQ   | LQ   | 0–3      |